# Чандігарх

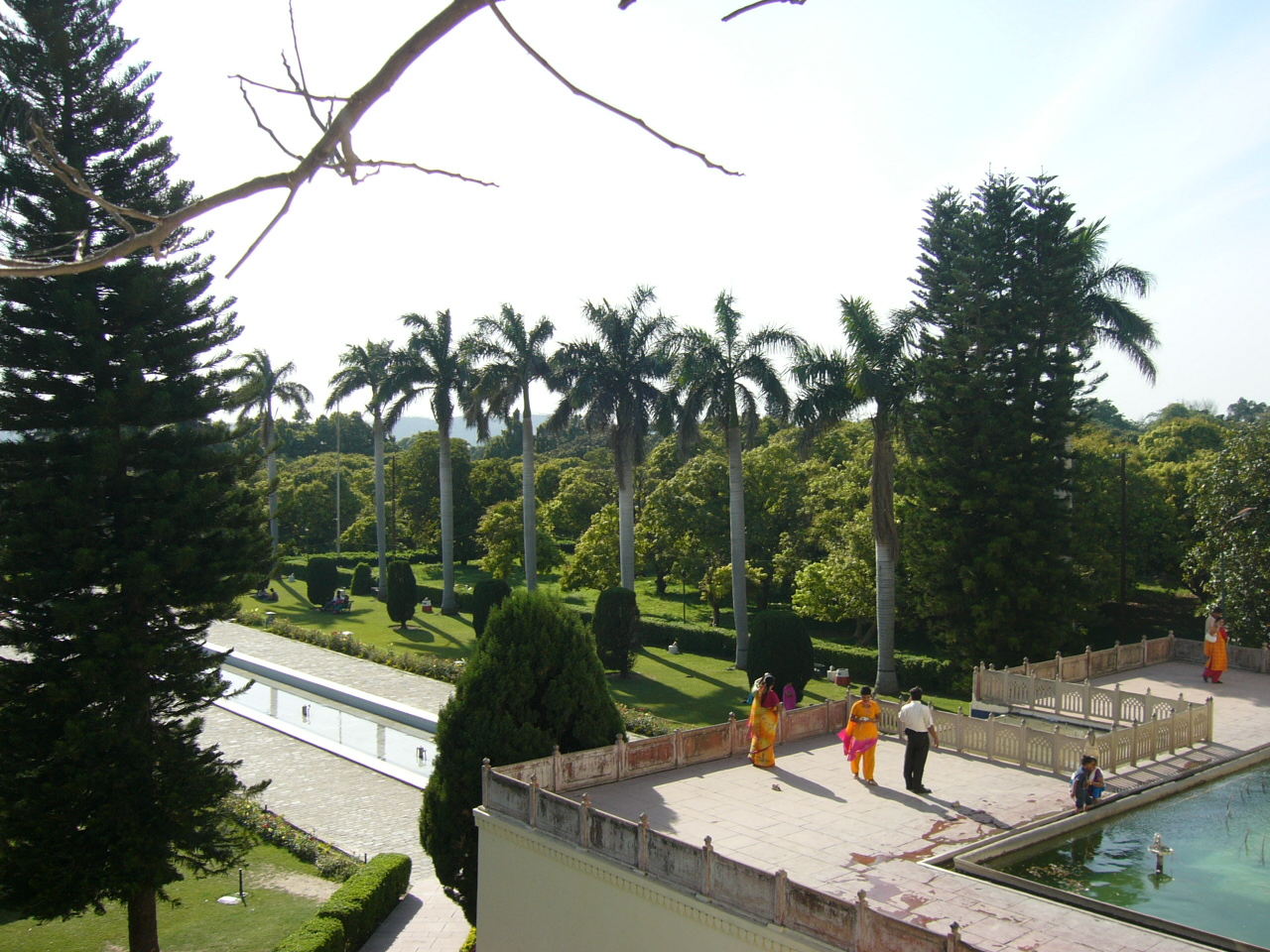
Парк Пінджор

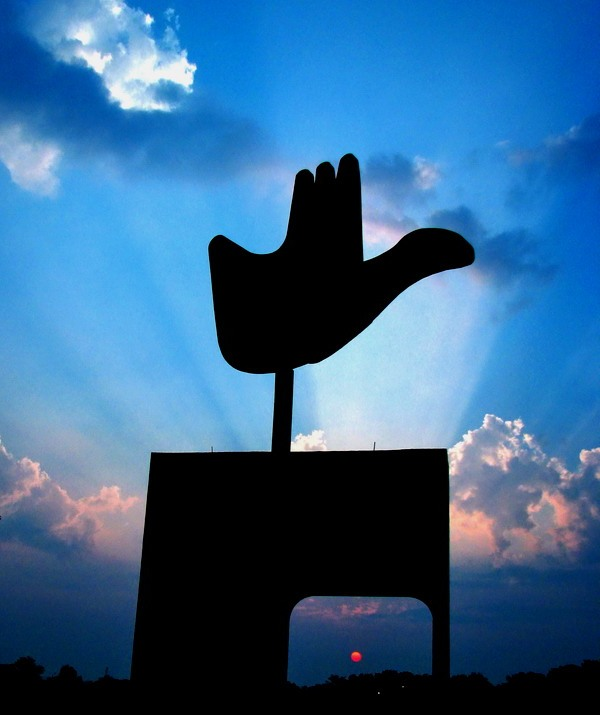
Символ відкритої руки, архітектор Ле Корбюзьє

Чандіга́рх (англ. Chandigarh, гінді चंडीगढ़, пенджаб. ਚੰਡੀਗੜ੍ਹ), також відоме своїм прізвиськом Прекрасне місто — місто в Індії, столиця штатів Пенджаб і Хар'яна, водночас місто не входить до складу цих штатів, а є союзною територією Індії. Назва міста перекладається з гінді як «форт Чанді», де Чанді — індуїстська богиня.

## Географія

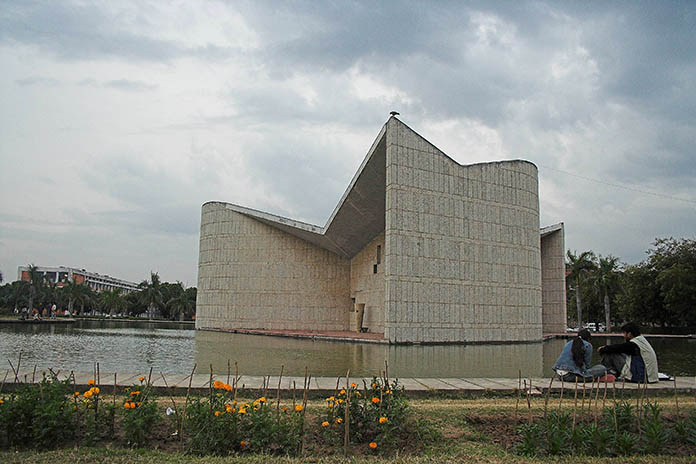
Gandhi Bhavan — побудовано за проєктом П'єром Жаннере для Пенджабського університету

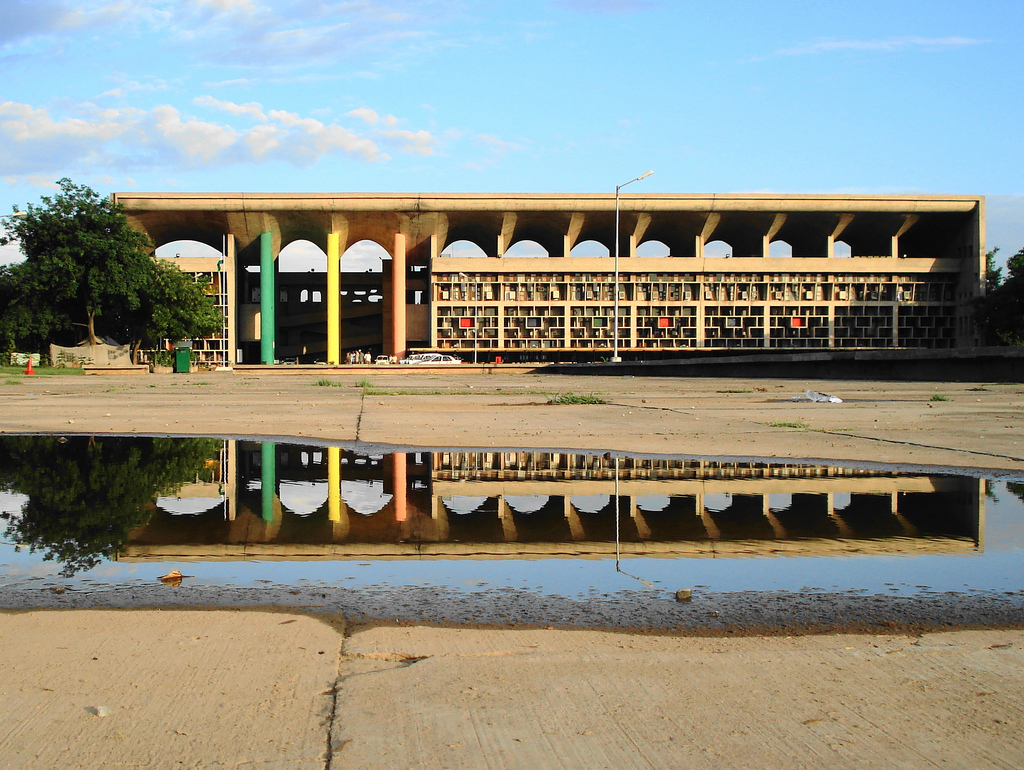
Палац Юстиції — побудовано за проєктом Ле Корбюзьє

Площа території 114 км². Західна частина міста вважається столицею Пенждаба, східна — столицею Хар'яни.
| Клімат                                                                    | Клімат | Клімат | Клімат | Клімат | Клімат | Клімат | Клімат | Клімат | Клімат | Клімат | Клімат | Клімат | Клімат |
| Показник                                                                  | Січ.   | Лют.   | Бер.   | Квіт.  | Трав.  | Черв.  | Лип.   | Серп.  | Вер.   | Жовт.  | Лист.  | Груд.  | Рік    |
| Абсолютний максимум, °C                                                   | 27,7   | 32,8   | 37,8   | 42,7   | 44,6   | 45,3   | 42,0   | 39,0   | 37,5   | 37,0   | 34,0   | 28,5   | 45,6   |
| Середній максимум, °C                                                     | 20,4   | 23,1   | 28,4   | 34,5   | 38,3   | 38,6   | 34,0   | 32,7   | 33,1   | 31,8   | 27,3   | 22,1   | 30,4   |
| Середній мінімум, °C                                                      | 6,1    | 8,3    | 13,4   | 18,9   | 23,1   | 25,4   | 23,9   | 23,3   | 21,8   | 17,0   | 10,5   | 6,7    | 16,5   |
| Абсолютний мінімум, °C                                                    | 0,0    | 0,0    | 4,2    | 7,8    | 13,4   | 14,8   | 14,2   | 17,2   | 14,3   | 9,4    | 3,7    | 0,0    | 0,0    |
| Днів з дощем                                                              | 2,6    | 2,8    | 2,6    | 1,1    | 2,1    | 6,3    | 12,3   | 11,4   | 5,0    | 1,4    | 0,8    | 1,4    | 49,8   |
| ------------------------------------------------------------------------- | ------ | ------ | ------ | ------ | ------ | ------ | ------ | ------ | ------ | ------ | ------ | ------ | ------ |
| Джерело: India Meteorological Department (record high and low up to 2010) |        |        |        |        |        |        |        |        |        |        |        |        |        |

## Історія
Місто Чандігарх було побудоване в 1951—1956 р. за проєктом французького архітектора Ле Корбюз'є. Первинний план міста був підготовлений архітекторами-американцями Альбертом Майєром і Метью Новіцким, проте Корбюзьє частково його переробив. Для міста було запропоновано нове місце — на рівнині біля підніжжя Гімалаїв. Самим Корбюз'є спроєктований комплекс адміністративних будівель міста, Капітолій — Секретаріат, Палац Юстиції, Парламент, Палац Губернатора. Нагляд за будівництвом міста здійснював французький архітектор П'єр Жаннере, найближчий співробітник Корбюзьє. П'єром Жаннере також спроєктовані — у співпраці з англійськими архітекторами Максвелом Фраєм і Джейн Дрю — житлова міська забудова, багато громадських будівель (школи, готелі тощо). Будівництво міста завершилося в 60-і роки.